# Synapturanus
Synapturanus – rodzaj płazów bezogonowych z podrodziny Otophryninae w rodzinie wąskopyskowatych (Microhylidae).

## Zasięg występowania
Rodzaj obejmuje gatunki występujące w Kolumbii i Peru na wschód przez region Gujany do północnej Brazylii.

## Systematyka

### Etymologia
Synapturanus: gr. συναπτoς sunaptos „złączony”; ουρανος ouranos „podniebienie”.

### Podział systematyczny
Do rodzaju należą następujące gatunki:
- Synapturanus ajuricaba Fouquet, Leblanc, Fabre, Rodrigues, Menin, Courtois, Dewynter, Hölting, Ernst, Peloso & Kok, 2021
- Synapturanus artifex Osorno-Muñoz, Gutiérrez-Lamus, Lynch, Keefe, Caicedo-Portilla, Chan, Tonini & de Sá, 2023
- Synapturanus danta Chávez, Thompson, Sánchez, Chávez-Arribasplata & Catenazzi, 2022
- Synapturanus latebrosus Osorno-Muñoz, Gutiérrez-Lamus, Lynch, Keefe, Caicedo-Portilla, Chan, Tonini & de Sá, 2023
- Synapturanus mesomorphus Fouquet, Leblanc, Fabre, Rodrigues, Menin, Courtois, Dewynter, Hölting, Ernst, Peloso & Kok, 2021
- Synapturanus mirandaribeiroi Nelson & Lescure, 1975
- Synapturanus rabus Pyburn, 1977
- Synapturanus sacratus Osorno-Muñoz, Gutiérrez-Lamus, Lynch, Keefe, Caicedo-Portilla, Chan, Tonini & de Sá, 2023
- Synapturanus salseri Pyburn, 1975
- Synapturanus zombie Fouquet, Leblanc, Fabre, Rodrigues, Menin, Courtois, Dewynter, Hölting, Ernst, Peloso & Kok, 2021